# Beyler-Talsperre

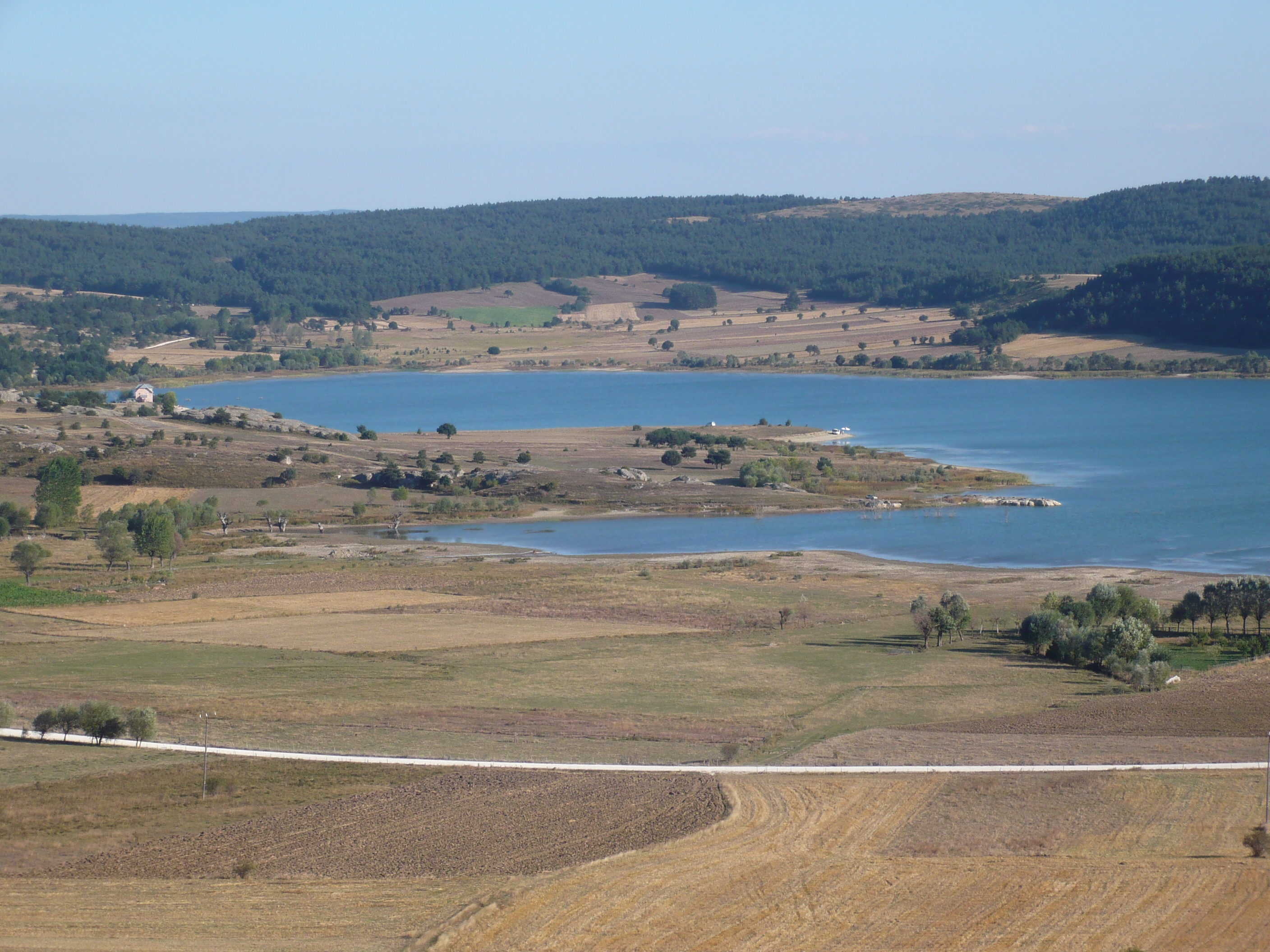
See der Beyler-Talsperre (2011)

Die Beyler-Talsperre (türkisch Beyler Barajı) befindet sich 9 km nordöstlich der Stadt Seydiler im Osten der türkischen Provinz Kastamonu.
Die Beyler-Talsperre wurde in den Jahren von 1987 bis 1993 am İncesu Deresi, einem rechten Nebenfluss des Devrekani Çayı, errichtet.
Die Talsperre dient der Bewässerung einer Fläche von 5178 ha. 
Das Absperrbauwerk ist ein 31 m (nach anderen Angaben 42 m) hoher Steinschüttdamm. 
Das Dammvolumen beträgt 350.000 m³.
Der Stausee bedeckt bei Normalstau eine Fläche von 2,4 km². 
Das Speichervolumen beträgt 25 Mio. m³.